# Josef Mašín (1921)
Josef Mašín (25. května 1921, Lošany – 15. července 2000, Varnsdorf) byl v letech 1954 až 1969 předsedou městského národního výboru severočeského města Varnsdorf a pak se stal obětí komunistického režimu v Československu.

## Život
Josef Mašín se narodil 25. května 1921 v Lošanech čp. 6 jako syn Josefa Mašína, úředníka okresního výboru v Kolíně a Marie, rozené Odvárkové (jednalo se o třetí rodinu Mašínů v Lošanech, nezaměňovat s rodinou brigádního generála Josefa Mašína, člena protinacistické odbojové skupiny Tři králové ze staku čp. 1 nebo rodinou statkáře Františka Mašína, který hospodařil v čp. 27, bývalé tvrzi). Do Obecné školy začal chodit 1. září 1927 v Lošanech, kdy již byla jeho matka ovdovělá, v květnu 1931 se s Josefem a jeho o dva roky mladší sestrou Ludmilou odstěhovala do Kolína na Zálabí, Veltrubská 792. Ve školní docházce IV. ročníku pokračoval od 3. května 1931 na pětitřídní Obecné škole smíšené v Kolíně – severní obvod v Ovčárecké ulici (dnes 6. Základní škola), v Kolíně následně absolvoval měšťanku a posléze i Obchodní akademii, na které maturoval v roce 1942. Po roce 1942 byl totálně nasazen v Německu.
Po 2. světové válce se v roce 1945 oženil a přestěhoval do Varnsdorfu. Zde pracoval ve firmě Frölich do roku 1946, poté absolvoval vojenskou prezenční službu. Po návratu se stal úředníkem ve firmě Julius Winkler. Josef Mašín měl levicové smýšlení, byl členem KSČ a v roce 1954 byl zvolen předsedou MěstNV ve Varnsdorfu. Tehdy byl nejmladším předsedou MěstNV v Československu. Ve funkci předsedy setrval až do roku 1969, kdy začal být perzekvován. V roce 1970 byl obviněn a 15. srpna 1970 nastoupil výkon trestu ve věznici na Borech v Plzni.
Z výkonu trestu se vrátil s podlomeným zdravím, onemocněl tuberkulózou. Do konce života se již nikdy plně neuzdravil a prodělal několik operací. V osmdesátých letech absolvoval vleklé soudní procesy. Také se od něj odvrátila většina lidí.
Částečnou rehabilitaci pro něj znamenal rok 1989. Ve městě Varnsdorfu se začaly objevovat plakáty „Mašín na radnici!“ a Mašín přijal funkci prozatímního předsedy MěstNV. Dovedl Varnsdorf k prvním demokratickým volbám, do kterých z věkových důvodů nekandidoval. S dalším vývojem ve Varnsdorfu nebyl spokojen a do veřejného života se již nevrátil. Zemřel 15. července 2000. Dne 26. září 2000 bylo Josefu Mašínovi uděleno čestné občanství Varnsdorfu in memoriam a u příležitosti jeho nedožitých 80. narozenin dne 25. května 2001 byla na budově radnice odhalena jeho pamětní deska.
Za jeho působení na varnsdorfské radnici byl postaven v roce 1961 Varnsdorfský rybník, který občané Varnsdorfu nenazvou jinak než „Mašíňák“, bylo postaveno 70mm kino Panorama, byla opravena vyhlídková restaurace na Hrádku.

## Rok 1968
Josef Mašín byl příznivcem obrodného procesu v Československu v šedesátých letech. Jeho politické problémy začaly v roce 1968. Jako většina stranických funkcionářů si mohl užívat své postavení, nešlo mu však jen o vlastní pohodlí, ale také o prospěch města a jeho obyvatel. Požadoval také změny v československé politice.
Mezi příhody jeho života patři mimo jiné to, že se nechal zafačovat a sanitkou odvézt na sjezd příznivců obrodného procesu. To byl jeho první škraloup. Další ránou bylo svěcení nových zvonů na kostel ve Varnsdorfu, které darovali městu Varnsdorf Alfred a Erich Luddwigovi z Meringu v Německu náhradou za zvony zabavené za války pro vojenské účely. První termín svěcení zvonů se pro nemoc biskupa Štěpána Trochty nemohl uskutečnit a další termín byl stanoven na 20. dubna 1969. Svěcení v ten den skutečně proběhlo. Nikdo si tehdy neuvědomil, že 20. dubna se také narodil Adolf Hitler. Komunistický režim označil svěcení zvonů za oslavu nacismu a narozenin Adolfa Hitlera a největší část viny svalil na Josefa Mašína. Obžalován ale nebyl z politických důvodů, nýbrž za porušování povinností při nakládání s finančními a hmotnými prostředky, poškozování majetku v socialistickém vlastnictví při rekonstrukci výletní restaurace na Hrádku. V osmdesátých letech byl znovu souzen za neoprávněné užívání majetku v socialistickém vlastnictví při výstavbě kina Panorama. Tehdy byl také neustále sledován StB, nikdy mu však nebyla prokázána vina. Soudní procesy skončily až v devadesátých letech 20. století, kdy byl Mašín zbaven všech obvinění a nebyl již dále souzen.